# Mir Bəşir Qasımov
Mir Bəşir Fəttah oğlu Qasımov (ur. 1879 we wsi Daşbulaq w południowym Azerbejdżanie, zm. 23 kwietnia 1949 w Baku) – azerbejdżański i radziecki polityk, przewodniczący Prezydium Rady Najwyższej Azerbejdżańskiej SRR w latach 1938–1949.

## Życiorys
Od 1898 związany z ruchem rewolucyjnym, od 1905 w SDPRR, robotnik w fabrykach w Baku, uczestnik rewolucji 1905, w 1917–1918 funkcjonariusz partyjny w Lenkoranie i powiecie, 1918–1920 w całym Azerbejdżanie. Od 12 lutego 1920 członek KC Komunistycznej Partii (bolszewików) Azerbejdżanu, od kwietnia 1920 do maja 1921 komitetu rewolucyjnego w Azerbejdżanie, w 1921–1924 i 1931–1935 zastępca przewodniczącego CIK Azerbejdżanu, 1935–1937 ludowy komisarz spraw wewnętrznych Azerbejdżańskiej SRR, 1937–1938 p.o. przewodniczącego CIK Azerbejdżańskiej SRR. Od 21 lipca 1938 do śmierci przewodniczący Prezydium Rady Najwyższej Azerbejdżańskiej SRR. Deputowany do Rady Najwyższej ZSRR 1 i 2 kadencji. Odznaczony dwoma Orderami Lenina i dwoma innymi orderami.